# Diagonalizabilna matrika
Diagonalizabilna matrika je matrika, ki je podobna diagonalni matriki. To pomeni, da mora obstajati takšna obrnljiva matrika {\displaystyle P\!\,}, da je matrika {\displaystyle P^{-1}AP\!\,} diagonalna matrika.
Postopek pretvorbe matrike v diagonalno matriko se imenuje diagonalizacija. 
Diagonalne matrike so zanimive zato, ker je delo z njimi zelo enostavno. Njihove lastne vrednosti in vektorji so znani in potenco matrike se izračuna tako, da se potencira diagonalne elemente. 

## Značilnosti
Matrika {\displaystyle A\!\,} z razsežnostjo {\displaystyle n\times n\!\,} je diagonalizabilna nad obsegom {\displaystyle F\!\,}, če in samo če je vsota razsežnost lastnih prostorov enaka {\displaystyle n\!\,}. 

## Diagonalizacija
Kadar je matrika {\displaystyle A\!\,} diagonalizabilna, to pomeni, da velja:
{\displaystyle P^{-1}AP={\begin{pmatrix}\lambda _{1}\\&\lambda _{2}\\&&\ddots \\&&&\lambda _{n}\end{pmatrix}}\!\,.}
V tem primeru je:
{\displaystyle AP=P{\begin{pmatrix}\lambda _{1}\\&\lambda _{2}\\&&\ddots \\&&&\lambda _{n}\end{pmatrix}}\!\,.}
Če se piše {\displaystyle P\!\,} kot bločno matriko z vrstičnimi vektorji:
{\displaystyle P={\begin{pmatrix}{\vec {\alpha }}_{1}&{\vec {\alpha }}_{2}&\cdots &{\vec {\alpha }}_{n}\end{pmatrix}}\!\,,}
potem se lahko zapiše zgornjo enačbo kot:
{\displaystyle A{\vec {\alpha }}_{i}=\lambda _{i}{\vec {\alpha }}_{i}\qquad (i=1,2,\cdots ,n)\!\,.}
Iz tega se vidi, da so stolpični vektorji matrike {\displaystyle P\!\,} lastni vektorji matrike  {\displaystyle A\!\,}, pripadajoče diagonalne vrednosti pa so lastne vrednosti.